# Diaz-Windfarm
Die Diaz-Windfarm (englisch Diaz Wind Farm), auch Diaz-Windpark (englisch Diaz Wind Park), ist ein im Bau befindlicher Windpark bei Lüderitz in Namibia. Die erste Phase soll nach Fertigstellung das drittgrößte Kraftwerk des Landes und der mit Abstand größte Windpark werden. Die Baukosten werden auf 1,5 Milliarden Namibia-Dollar beziffert.
Das Kraftwerk sollte von Diaz Wind Power, einem Tochterunternehmen von United Africa, errichtet. Der Einspeisungsvertrag mit dem staatlichen Stromversorger NamPower wurde im Dezember 2017 geschlossen. Eine zweite Ausbauphase mit 90 MW befindet sich ebenfalls in Planung.
Die ursprüngliche Inbetriebnahme war bereits für 2013 geplant. Mit Stand Dezember 2017 ging man von 2019 aus. Der Bau hat schlussendlich 2023 begonnen und soll bis 2025 abgeschlossen werden. Ein Abnahmeabkommen wurde mit der Namibia Power Corporation geschlossen. Betrieben wird der Windpark von der CERIM Lüderitz Energy, einem Joint-Venture unter anderem der Energy China. Die Baukosten werden mit 1,4 Milliarden Namibia-Dollar angegeben.